# Martina Topley-Bird
Pour les articles homonymes, voir Topley et Bird.
Martina Gillian Topley-Bird (7 mai 1975 à Bristol, Royaume-Uni - ) est une chanteuse britannique.

## Carrière
Elle est remarquée pour son travail avec le pionnier du trip hop Tricky sur plusieurs albums, dont Maxinquaye (1995). Elle a été mariée à Tricky dont elle a eu un enfant, Mina Mazy Topley-Bird (*19.03.1995 / † 08.05.2019).
En 2003 Martina Topley-Bird sort son album solo, Quixotic auquel participe Tricky. L'album est nommé au Mercury Music Prize et sa chanson Sandpaper Kisses est utilisée pour les jeux Dreamfall de Funcom et Fahrenheit de Quantic Dream. Ce même titre sera utilisé par Stephen Marley sur son album Mind Control sorti en 2007, le refrain de son titre You're Gonna Leave est en effet un sample de Sandpaper Kisses. 
En 2004, elle participe à l'album "Damage" du Blues Explosion, avec notamment Chuck D, et DJ Shadow. 
En 2008, elle publie son deuxième album, The Blue God, mêlant voix soul et electro, accompagnée par un seul musicien.
Le 12 juillet 2010 sort son troisième album Some Place Simple toujours accompagnée d'un seul musicien, Ninja.

## Discographie

### Albums studio
- 2003 : Quixotic
- 2004 : Anything
- 2008 : The Blue God
- 2010 : Some Place Simple
- 2021 : Forever I Wait

### Singles
- 2003 : Need One
- 2003 : Anything
- 2003 : I Still Feel
- 2004 : Soul Food
- 2008 : Carnies
- 2008 : Poison
- 2008 : Baby Blue
- 2018 : Solitude
- 2021 : Pure Heart

### Collaborations
- 1999 : Dirty Drowning Man et Coattails of a Dead Man sur l'album Antipop de Primus
- 2000 : sur l'album Bow Down to the Exit Sign de David Holmes
- 2004 : Into the Sun sur l'album Florida de Diplo
- 2004 : Spoiled sur l'album Damage de Blues Explosion
- 2005 : All Alone sur l'album Demon Days de Gorillaz
- 2006 : Devil Take My Soul sur l'album 02 de Son of Dave
- 2008 : The Others sur l'album Songs For The Others de Nihil etc.
- 2008 : Why Should I? et Deflect sur l'album Blood, Looms and Blooms de Leila Arab
- 2008 : Everywhere sur l'album Universal Mind Control de Common
- 2008 : The Body sur l'album Saturnalia des Gutter Twins
- 2009 : Psyche et Babel sur l'album Heligoland de Massive Attack
- 2012 : Open et Secret sur l'album Iradelphic de Clark
- 2015 : The Day Is My Enemy sur l'album The Day Is My Enemy de The Prodigy